# Valsonne
Valsonne ist eine französische Gemeinde mit 994 Einwohnern (Stand: 1. Januar 2022) im Département Rhône in der Region Auvergne-Rhône-Alpes. Sie gehört zum Arrondissement Villefranche-sur-Saône und zum Kanton Tarare. 

## Geographie
Valsonne liegt etwa 31 Kilometer westnordwestlich von Lyon. Der Soanan durchquert die Gemeinde und zum Antrieb einer Mühle genutzt. Umgeben wird Valsonne von den Nachbargemeinden Saint-Appolinaire im Norden, Dième im Osten, Saint-Clément-sur-Valsonne im Südosten, Tarare im Süden, Les Sauvages im Südwesten, Amplepuis im Westen und Nordwesten sowie Ronno im Nordwesten.

## Bevölkerungsentwicklung
| Jahr                       | 1962 | 1968 | 1975 | 1982 | 1990 | 1999 | 2006 | 2013 |
| Einwohner                  | 603  | 505  | 449  | 510  | 600  | 714  | 807  | 899  |
| Quellen: Cassini und INSEE |      |      |      |      |      |      |      |      |

## Sehenswürdigkeiten

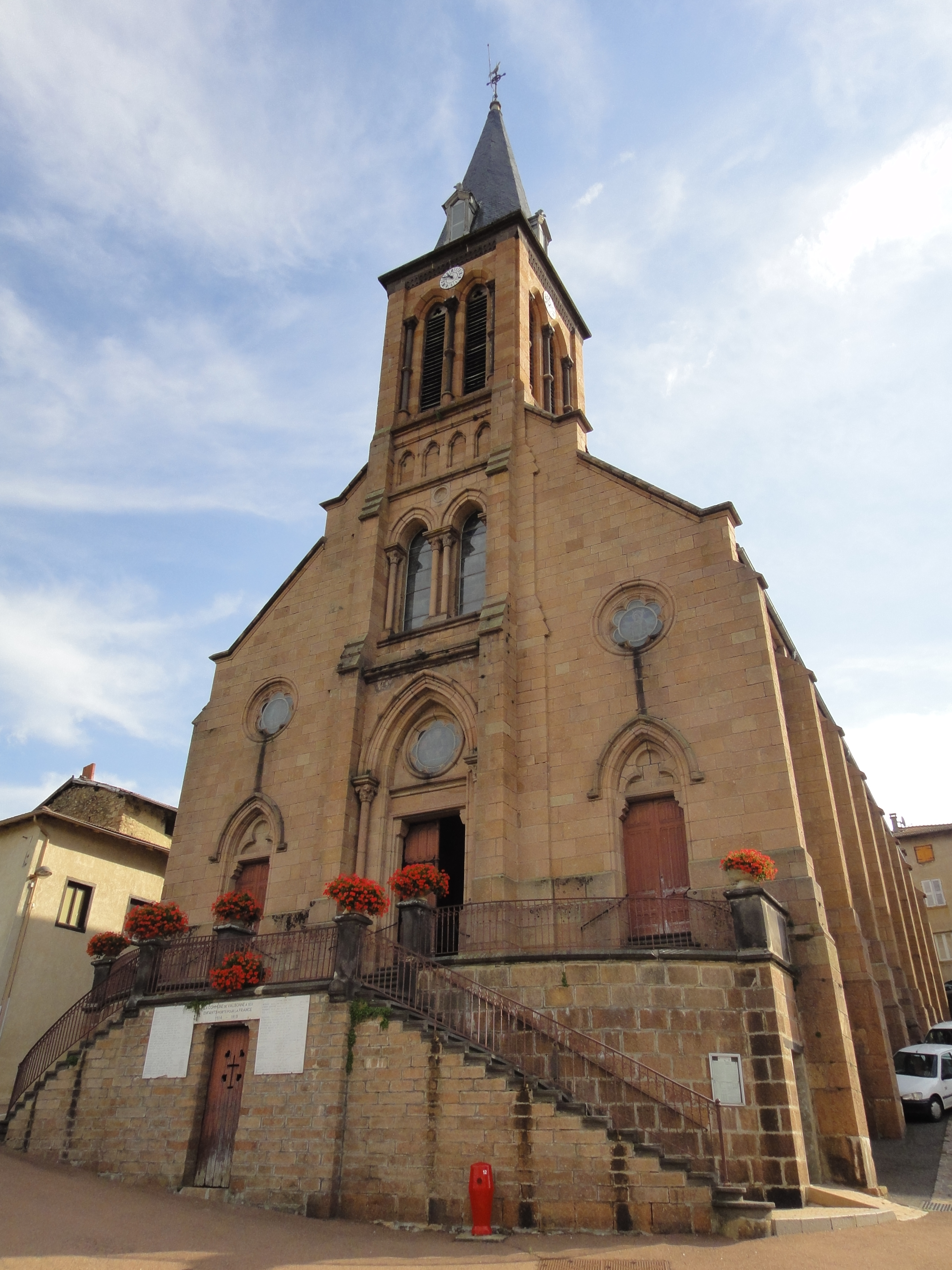
Kirche Saint-Romain
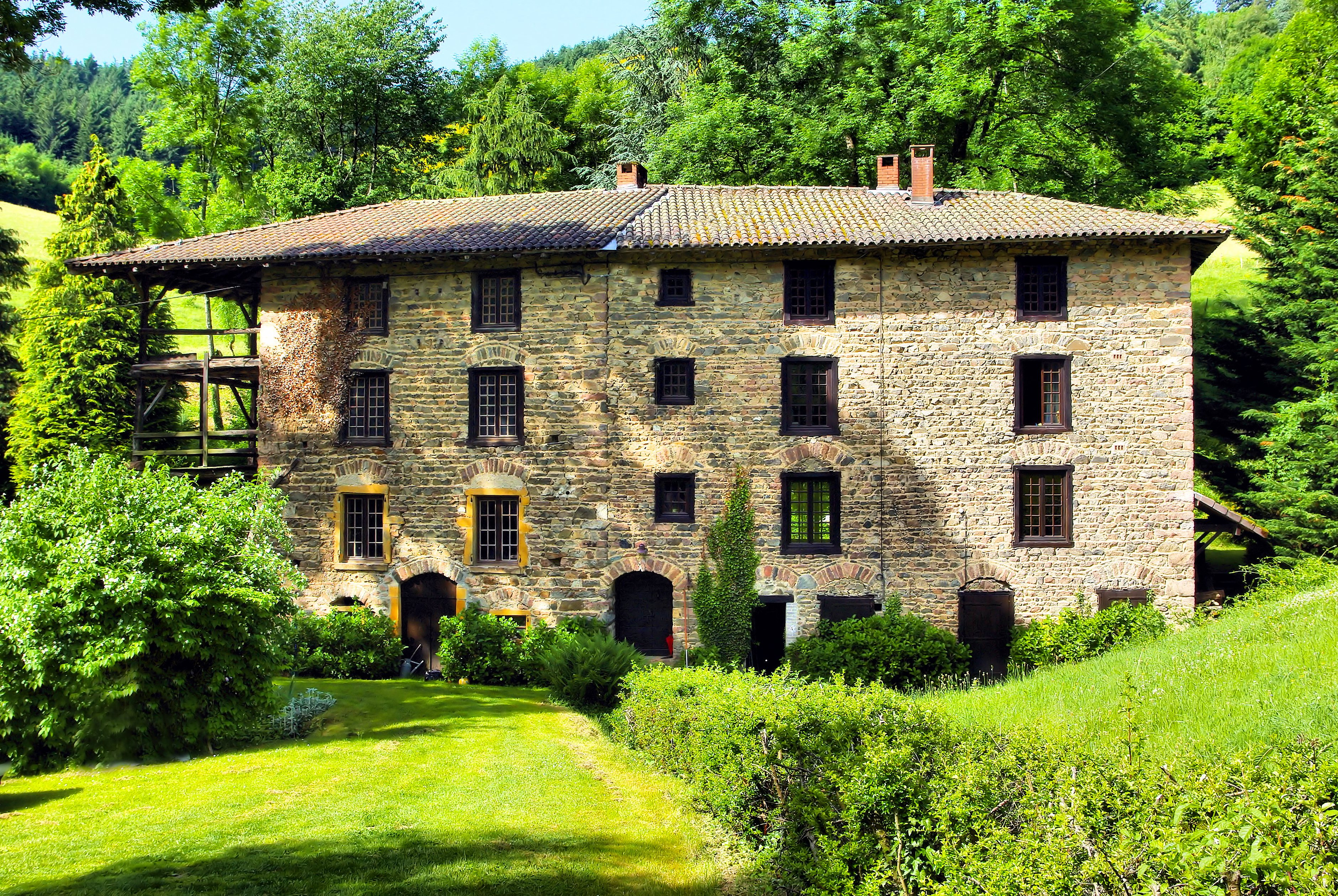
Mühle

- Kirche Saint-Romain
- Mühle von Valsonne